# Sombrerogalaxie
Die Sombrerogalaxie ist eine Spiralgalaxie im Sternbild Jungfrau. Im Messier-Katalog trägt sie die Nummer 104 und wird daher kurz als M104 bezeichnet.

## Entdeckung
M104 wurde am 11. Mai 1781 von Pierre Méchain entdeckt, wie dieser am 6. Mai 1783 in einem Brief angibt. Charles Messier erfuhr von der Entdeckung und dokumentierte diese mit einer handschriftlichen Notiz auf seinem Exemplar des astronomischen Jahrbuchs  „Connaissance des temps“  von 1784.
Er nahm das Objekt allerdings nicht in seinen Katalog auf.
Dies erfolgte erst 1921 durch Camille Flammarion als M104.
Unabhängig davon entdeckte Wilhelm Herschel die Galaxie am 9. Mai 1784.

## Lage und Erscheinungsbild
M104, auch bekannt als NGC 4594, liegt im Sternbild Jungfrau in scheinbarer Nähe zum Virgo-Galaxienhaufen. Mit einer Entfernung von 30 Millionen Lichtjahren ist die Sombrerogalaxie allerdings der Milchstraße um einiges näher als dieser Galaxienhaufen und wird deshalb nicht als Mitglied dieses Haufens angesehen. Die Helligkeit dieser Spiralgalaxie beträgt 8m. Damit ist diese Spiralgalaxie eine der scheinbar hellsten am Nachthimmel und in jedem kleinen Teleskop sichtbar. Die scheinbare Ausdehnung beträgt 9 Bogenminuten entlang der großen Achse, also ein gutes Viertel des Monddurchmessers. Dem entspricht ein wahrer Durchmesser von etwa 50.000 Lichtjahren. In den Außenbereichen schließt sich zudem ein sehr ausgedehnter, schwach leuchtender Halo an. Die Masse der Galaxie wird auf etwa 800 Milliarden Sonnenmassen geschätzt (zum Vergleich: Nach neuen Forschungserkenntnissen wird die Masse der Milchstraße auf 1,9 Billionen, die der Andromedagalaxie (M31) auf 1,2 Billionen Sonnenmassen geschätzt). Für die Astronomen überraschend war die Entdeckung, dass das zentrale supermassereiche Schwarze Loch der vergleichsweise kleinen Sombrerogalaxie diejenigen von Milchstraße und Andromeda bei weitem an Schwere übertrifft. Mit rund einer Milliarde Sonnenmassen ist es zehnmal so massereich wie das im Zentrum von M31 befindliche Schwarze Loch und rund 240 mal so groß wie Sagittarius A* im galaktischen Zentrum. Es scheint, dass ein ausgeprägter Bulge stark mit der Masse im zentralen Schwarzen Loch korreliert.
In der Hubble-Sequenz wird diese Spiralgalaxie unter dem Typ Sa oder Sb eingeordnet. Sie hat einen außergewöhnlich großen und hellen Kern und besitzt sehr eng gewundene Spiralarme. Letztere sind jedoch nur schwer zu erkennen, da die Galaxienebene nur schwach zur Sichtlinie geneigt ist, d. h. wir schauen praktisch von der Seite auf diese Galaxie. Das sehr dunkle und stark ausgeprägte Staubband, das die Galaxie umspinnt, verleiht ihr das typische Aussehen, das an einen mexikanischen Sombrero erinnert.
M104 besitzt ein recht gut bevölkertes System von Kugelsternhaufen, von denen einige hundert in größeren Teleskopen sichtbar sind. Die Gesamtzahl wird auf über 2.000 geschätzt und übersteigt damit bei weitem die Anzahl der Kugelsternhaufen der Milchstraße.
1912 hat Vesto Slipher entdeckt, dass die Sombrerogalaxie für die damalige Zeit eine sehr große Rotverschiebung aufweist. Die daraus resultierende Geschwindigkeit, mit der sich die Galaxie von der Milchstraße weg bewegt, beträgt gut 1000 Kilometer pro Sekunde. Daraus wurde schon im Jahre 1912 klar, dass dieses Objekt kein permanentes Mitglied der Galaxiengruppe (Cluster) der Milchstraße sein kann, wie zu dieser Zeit noch gemutmaßt wurde.

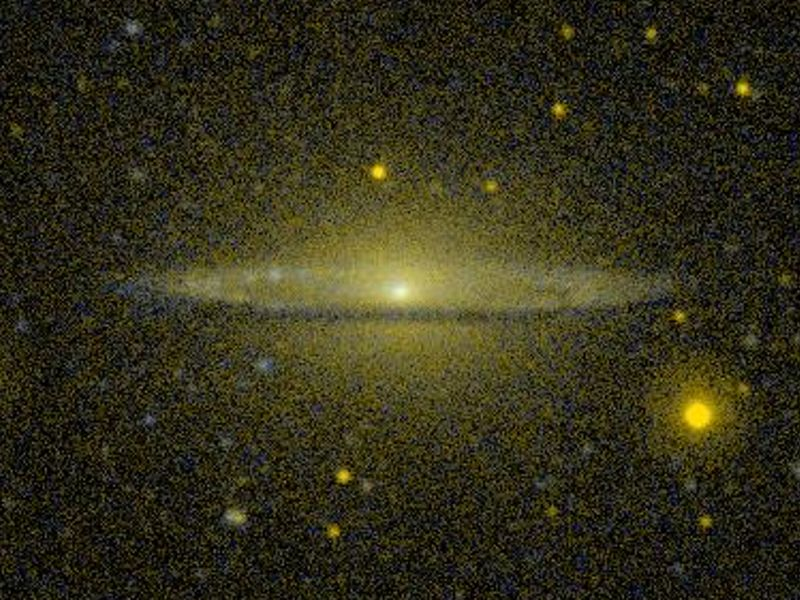
Aufnahme im UV mittels GALEX
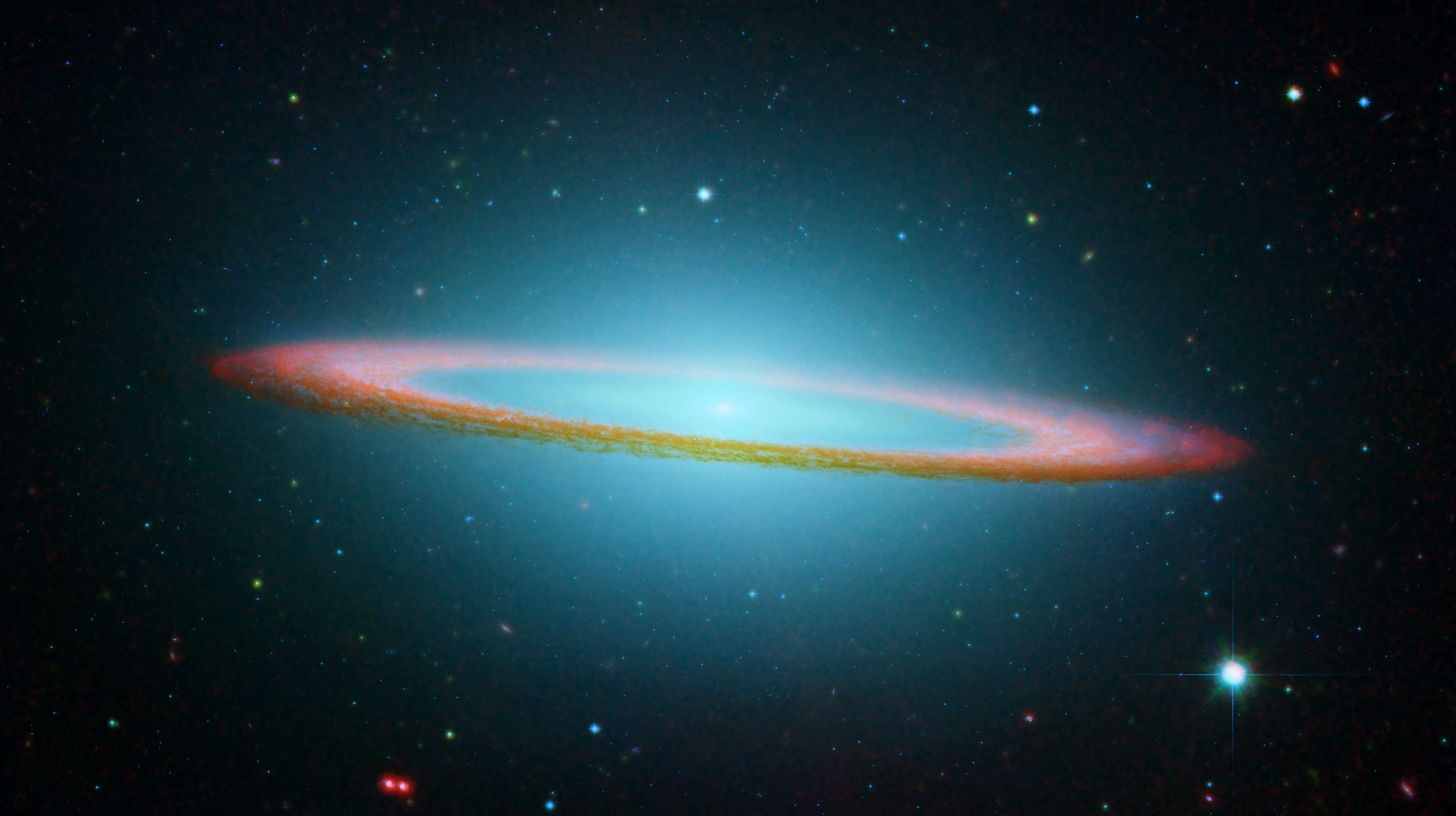
Aufnahme im Infrarot durch das Spitzer-Weltraumteleskop
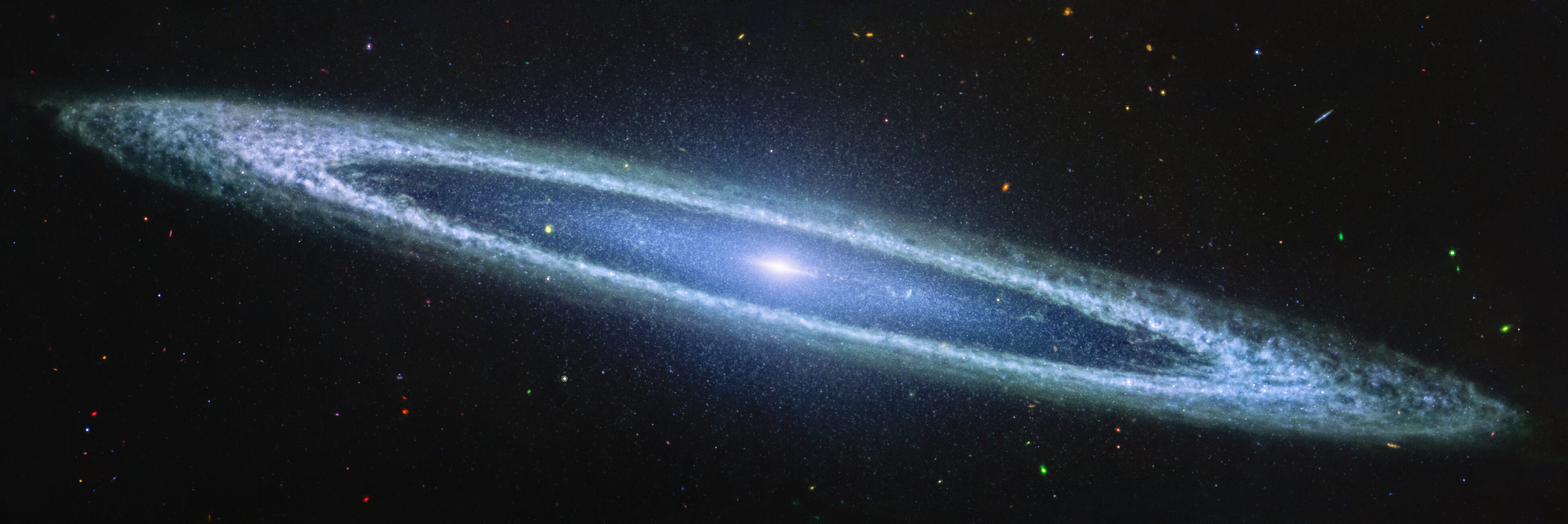
Detaillierte Aufnahme im mittleren Infrarot durch das James Webb-Weltraumteleskop